# カーメロ・アンソニー
カーメロ・キャム・アンソニー（Carmelo Kyam Anthony, 1984年5月29日 - ）は、アメリカ合衆国ニューヨーク市ブルックリン区出身の元プロバスケットボール選手。愛称は「メロ （Melo）」。
ポジションはスモールフォワードとパワーフォワード。大学時代の2003年にNCAAトーナメントを制覇し、NBAではNBAオールスターゲームに10回、オールNBAチームに6回選出、オリンピックでは2008年の北京オリンピックと2012年のロンドンオリンピックおよび2016年リオデジャネイロオリンピック金メダリストという実績を持つ。Jordan Brand（エア・ジョーダン）の契約選手。

## 生い立ち
カーメロはニューヨーク市ブルックリン区でプエルトリコ人の父とアフリカ系アメリカ人の母の間に生まれた。父はカーメロが2歳の頃に癌で他界している。一家はカーメロが8歳の頃にボルティモアに転居。カーメロはこの地でバスケットボールのほかに、殺人や薬物中毒が蔓延するスラム街で「生き残る」ための術も学んだ。
高校はトーソン・カソリック高等学校に進学。2000年の夏には身長が5インチ（約13cm）伸びたことでバスケットボール選手として頭角を現し、2001年にはボルティモアの年間最優秀選手に選ばれている。カーメロはバスケット選手としてのキャリアをステップアップさせるため、全米随一のバスケット名門校として知られるバージニア州のオークヒル・アカデミー高校に転校。カーメロの名は全国区となり、マクドナルド、USAトゥデイ、パレード誌などのオールアメリカン1stチームなどに選ばれ、スプライト・スラム・ジャム・ダンクコンテストでは優勝している。また同校在学中には彼より1学年下で後のライバルとなるレブロン・ジェームズ率いるセント・メアリー高校と対戦し勝利している（カーメロは36得点、レブロンは35得点を記録した）。この試合は全米でテレビ中継されるなどし、大きな注目を集めた。

## シラキュース大学
オークヒル・アカデミー高校卒業後、シラキュース大学で1シーズン（2002-03シーズン）のみプレーした。カーメロは1年生から同校バスケットボールチームのエースとして活躍、22.1得点、10.0リバウンドの成績を残し、チームを30勝5敗の成績とNCAAトーナメント進出に導く。シラキュース大はトーナメントも順調に勝ち進み、準決勝のテキサス大学戦ではカーメロが33得点と爆発。これはトーナメントの新人最多得点記録となった。決勝ではニック・コリソンのカンザス大学と対戦。カーメロはこの試合でも20得点、10リバウンド、7アシストの活躍を見せ、カンザス大を破り、シラキュース大初のトーナメント優勝に導いた。カーメロは大会MVPにあたるMost Outstanding Playerを受賞したほか、AP通信オールアメリカン2ndチーム、NCAA新人王、カンファレンス1stチーム、カンファレンス新人王などに選ばれている。
カーメロは当初シラキュース大で2～3年プレーするつもりだったが、その後大学でやるべきことは全て達成したとして、2003年のNBAドラフトにアーリーエントリーすることを決意した。在学時のチームメイトにはハキム・ウォリック、ジェリー・マクナマラらがいる。

## NBA

### デンバー・ナゲッツ

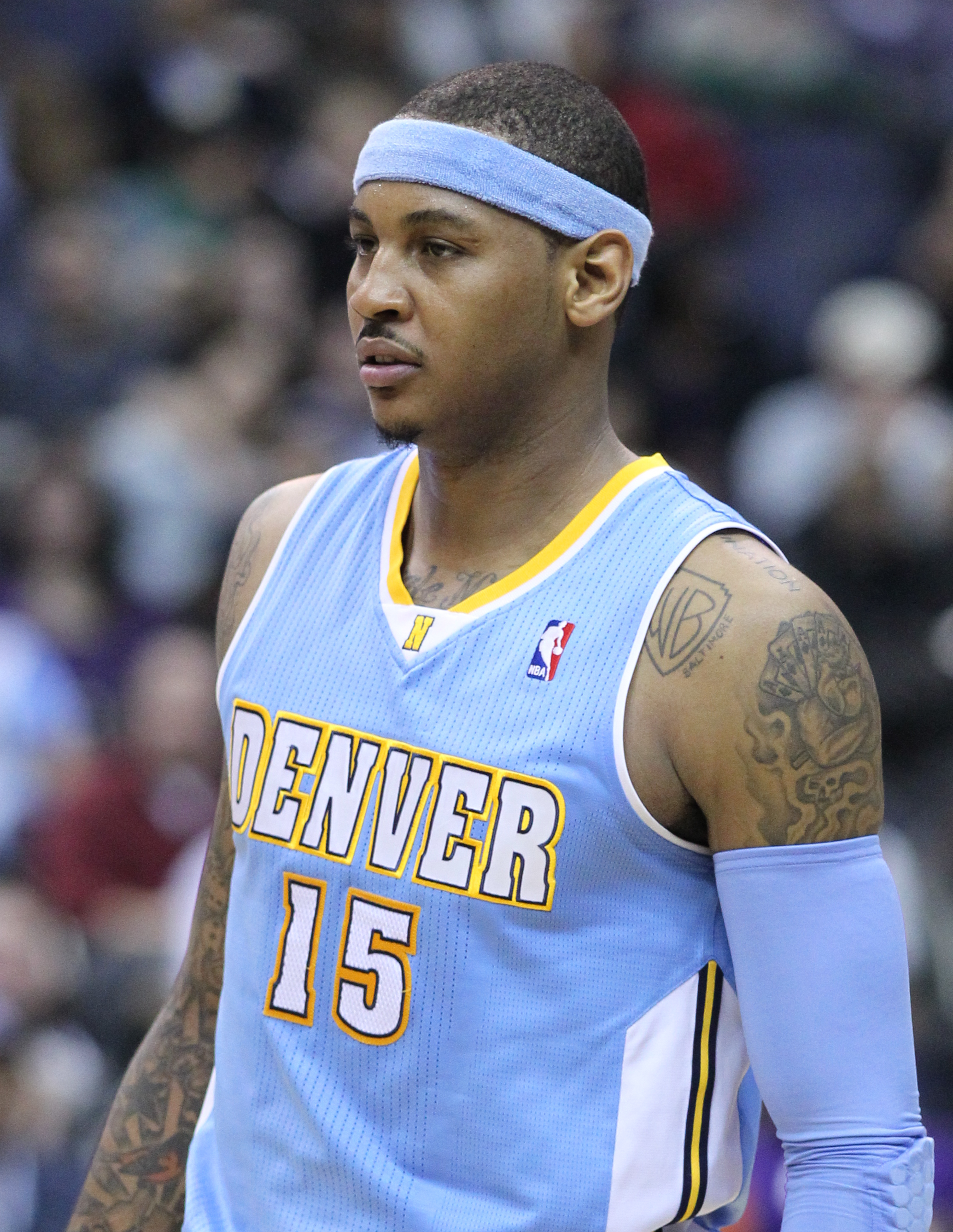
デンバー・ナゲッツ時代

NBAドラフトではレブロン・ジェームズ、ダーコ・ミリチッチに次いで、デンバー・ナゲッツに全体3位で指名された。カーメロはルーキーシーズンの開幕戦から先発に抜擢され、6試合目には早くも30得点を記録し、当時30得点以上を記録した史上2番目に若い選手となり（最年少はコービー・ブライアント）、2月9日のメンフィス・グリズリーズ戦では20得点をあげ、通算1000得点を史上3番目の若さで達成した。カーメロは史上4人目となる、6ヶ月全てのルーキー・オブ・ザ・マンスを独占（イースタンではレブロン・ジェームズが同様に独占）し、週間MVPにも2度選ばれるなど、新人らしからぬ活躍を見せ、このシーズンは新人の中では1位、全体でも12位となる平均21.0得点を記録し、平均6.0リバウンドを記録した。チームも前年の17勝65敗という酷い不振から43勝39敗という大躍進を遂げ、実に9年ぶりとなるプレーオフ進出も果たした。新人王争いではレブロンとの一騎討ちとなり、個人成績でもチーム成績でも上回るカーメロが有力視されていたが、投票ではレブロンに譲ったものの、カーメロこそ新人王に相応しいとの声も多く挙がった。プレーオフ1回戦ではミネソタ・ティンバーウルブズと対戦し、1勝4敗で完敗。華々しいNBAキャリアをスタートさせたカーメロだが、プレーオフではこの1回戦の壁に苦労することになる。第3戦では24得点、10リバウンドのダブル・ダブルをプレーオフ史上最年少の19歳331日で達成。
翌2004-05シーズンは調整不足が原因で体重オーバーのままシーズンに突入。シーズン前半は大苦戦し、プレーオフ進出も危ぶまれたが、ヘッドコーチがジョージ・カールに変わってから一転。オールスター後、リーグ1位の勝率と怒濤の巻き返しの末に第7シードでプレーオフに進出した。オールスターのNBAルーキーチャレンジでは31得点を記録し、MVPを獲得している。プレーオフではこの年のチャンピオンのサンアントニオ・スパーズとのシリーズに先勝したものの、その後、カーメロがブルース・ボウエンによってうまく封じ込まれ、4連敗でシリーズを終えた。
前年成績が伸び悩んだカーメロは2005-06シーズンに入るとシュートセレクションの改善に大きく成功し、平均26.5得点を記録して初のオールNBA3rdチームに選出される。3月17日のメンフィス・グリズリーズ戦では30得点を記録してレブロンに次ぐ史上2番目の早さで通算5000得点を達成した。3月第2週には週間MVPを獲得するが、この期間中カーメロは5本のウィニングショットを決めるという勝負強さを発揮している。チームは故障者続出の影響でカーメロが加入して以来初めて勝率を落として44勝38敗の成績に終わり、プレーオフではまた1回戦でロサンゼルス・クリッパーズの前に1勝4敗で敗退した。
オフにはナゲッツと5年8000万ドルで契約延長 し、世界選手権にアメリカ代表として出場。主に得点面で大きく活躍し、2006-07シーズンはその勢いを維持したまま突入。シーズン序盤にはアレックス・イングリッシュの持つ6試合連続30得点以上達成というチーム記録に並ぶなどし、得点王レースではコービー・ブライアントとトップ争いを演じた。しかし12月16日のニューヨーク・ニックス戦での乱闘騒ぎでマーディー・コリンズを殴ったカーメロは15試合の出場停止処分を受ける羽目になった。しかしその間ナゲッツはフィラデルフィア・セブンティシクサーズとトレードを行い、アンドレ・ミラーらとの交換で大物選手のアレン・アイバーソンの獲得に成功。当時得点王ランキング1位と2位につけていたカーメロとアイバーソンのデュオは、リーグ最強のスコアリングデュオとして大きな注目を集めるようになった。カーメロ個人はアイバーソンと得点機会を分け合うことになったため、得点王レースではコービー・ブライアントに破れ2位に終わったが、28.9得点、6.0リバウンドの好記録を残し、2年連続でオールNBA3rdチームに選ばれた。2月2日にはチームメイトのJ.R.スミスが運転する車が事故に遭い、その車にカーメロも同乗していたが（車はカーメロ所有のもの）、3日後の試合では31得点、10リバウンド、10アシストを記録してキャリア初のトリプル・ダブルを達成し、事故の影響を微塵も見せなかった。待たされたオールスターゲームにも、故障者の代理という形ではあるが、ようやく初出場を果たしており、20得点、9リバウンドを記録している（ナゲッツにとっては2001年のアントニオ・マクダイス以来のオールスター選手）。カーメロの活躍やアイバーソンの移籍と大きな話題が続いたが、ナゲッツ自体はカーメロの出場停止処分や前年に引き続き故障者の続出で45勝37敗の平凡な成績に終わり、プレーオフではまたしても1回戦でスパーズの前に敗退した。

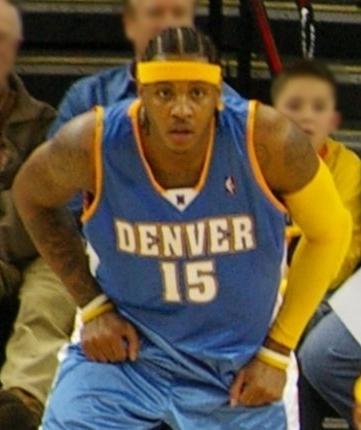
2007年のアンソニー

2007-08シーズンのナゲッツは1987-88シーズン以来の50勝超えとなる50勝32敗を記録するが、プレーオフは5年連続1回戦敗退となり、カーメロ&アイバーソンのデュオは期待されたほどの効果を見せることはなかった。カーメロ自身は25.7得点、7.4リバウンドと上々の数字を残すが、オールNBAチームの選考からは漏れ、またプレーオフ期間中には飲酒運転で捕まるなどチームキャプテンにあるまじき態度が批判された。
2008-09シーズンを迎えて、ナゲッツも変革の時を迎えた。カーメロというフランチャイズビルダーのもとでの5年間、毎年プレーオフには進出してきたが、5年連続で1回戦敗退を続けており、現体制に限界を感じたナゲッツはチームの改革に踏み切ったのである。シーズン前には殆ど無償でマーカス・キャンビーを放出。さらにエドアルド・ナヘラも放出したことで、新シーズンのナゲッツは苦戦が予想された。ところがシーズン開幕して間もない時期にデトロイト・ピストンズとの間でアイバーソンとチャンシー・ビラップスのトレードが成立。ビラップス加入の効果はナゲッツを大きく変化させた。カーメロ個人はビラップスという百戦錬磨のベテランを相棒に得たことでチームリーダーとしての負担が大きく軽減されプレーに集中することができ、特にディフェンス面ではオフに北京オリンピックでコービー・ブライアントらとプレーしたことでディフェンスに対する意識が大きく向上した。また持ち前の得点力も大いに発揮し、12月10日のミネソタ・ティンバーウルブズ戦の3Qでは、1クォーターだけで33得点を記録した。1月4日のインディアナ・ペイサーズ戦では手を骨折するというアクシデントに見舞われ、手術する選択肢もあったが、カーメロは手術で試合を欠場するよりも添え木で固めて強行出場する道を選んだ。また3月1日のインディアナ・ペイサーズ戦ではジョージ・カールHCの交代命令に従わなかったとして1試合の出場停止処分を受けたが、処分明けの試合ではカールHCから交代を指示されると、全速力でベンチに戻るという一幕が見られた。カーメロの活躍やビラップスの獲得、これまで度重なる故障に悩まされてきたケニオン・マーティンやネネイらビッグマンの復活もあり、ナゲッツは好調のシーズンを送り、1990年代以降では最高勝率となる54勝28敗を記録。カーメロ自身は22.8得点6.8リバウンドと近年では最も低い数字に終わったが、プレーの質が向上したことが評価され、オールNBA3rdチーム復帰を果たした。プレーオフではニューオーリンズ・ホーネッツを破ってついに宿願の1回戦突破を果たし、カンファレンス準決勝ではダラス・マーベリックスを降して、カンファレンス決勝まで進出した。
2009-10シーズンは69試合で平均38.2分、28.2得点、6.6リバウンド、3.2アシスト、1.3スティール、MVP投票で6位に入った。プレーオフ1回戦ではユタ・ジャズと対戦し、30.7得点（リーグ3位）、8.5リバウンド、3.3アシスト、2.0スティールと奮闘したものの2勝4敗で敗退した。

### ニューヨーク・ニックス
2011年2月22日､チャウンシー・ビラップス､シェルデン・ウィリアムス､アンソニー・カーター､レナルド・バークマンと共に､大型トレードにより､ニューヨーク・ニックスへ移籍。

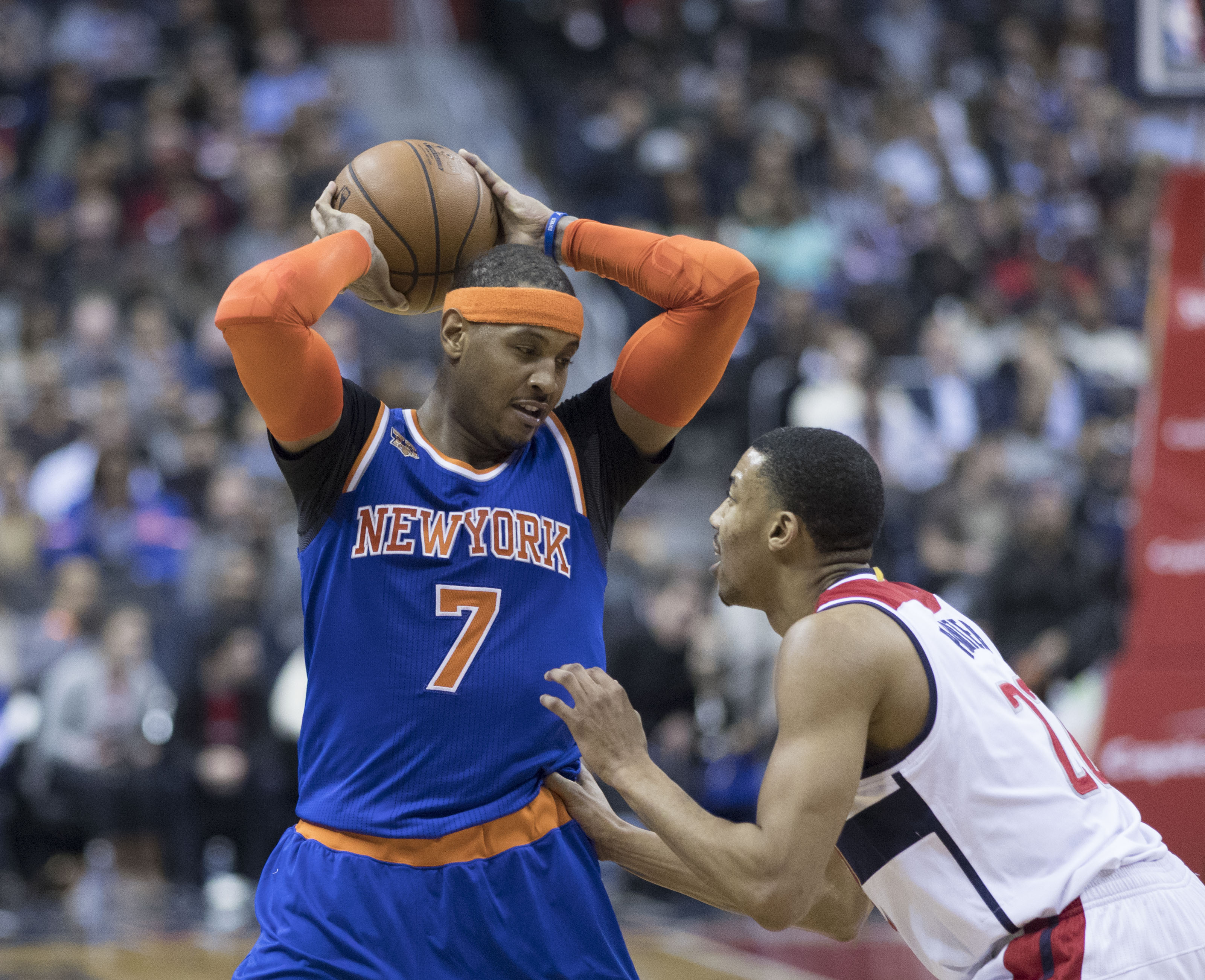
2017年、オッドポッターと

ニックスでの船出は決して順風なものではなかった。元々ハーフコートでの1on1を好むカーメロと、ラン＆ガンで活きるアマレ・スタウダマイアーとの相性や、スタイルが正反対であるにもかかわらずプレーエリアが被る2人のスター選手が共存できるのか疑問を持たれた。また、ニックスへの移籍劇は「メロドラマ」と揶揄され、チームに対する批判を繰り返してニックスへのトレード要求をした上での移籍であったが、この移籍の過程でニックスはカーメロと引き換えにダニーロ・ガリナリを初めとした当時の主力の多くを放出してしまったためにカーメロは自身のイメージを払拭すると共にこのトレードが間違いではないことを証明する必要もあった。カーメロは個人としては活躍をしてプレーオフ進出に導いたものの、デンバー・ナゲッツ時代から懸念されていた守備面での意識の低さをニックスでも見せ、ボストン・セルティックスとのシリーズは1回戦最大の注目カードと見なされたものの、カーメロのそばを悠々と相手選手が通り過ぎていくという状況を作り出した(とはいえ本来メロの性格を考えたら自分でシュートを乱発しそうな状況でパスをさばこうとするという一面も見られた)。結局はスウィープ負けを喫した。
続く2011-2012シーズン、ビラップスの放出と共になんとカーメロをポイントフォワードに起用するという決断をマイク・ダントーニは下した。結局カーメロとアマレの相性の問題は改善されずアマレはスポットシューターになったがこれが全く機能せずにニックスは勝ち星を挙げられずに本拠地でもブーイングを食らうことになった。しかもロックアウトの影響で短縮シーズンとなったが、体重過多でシーズンを迎えたため本人の動きも鈍く自身のシュートタッチも非常に悪かった。カーメロ自身も厳しい立場に追いやられ、カーメロが離脱している間にジェレミー・リンによる「リンサニティ現象」が巻き起こったものの、それもカーメロの復帰と共に終焉を迎えるというタイミングの悪さも重なった。またこの間にHCであるダントーニが解任されるが、ダントーニはダントーニでデロン・ウィリアムスとのトレードを画策していたようである。東地区7位で迎えたプレーオフ1回戦ではマイアミ・ヒートと対戦。スター選手を揃えたチーム同士なうえ、相手エースのレブロン・ジェームズとはプロ入り前からのライバル関係ということもあって注目を集める。チームとしても個人としても力の差が顕著に表れてしまい、2001年4月29日以来11シーズンぶりとなるプレーオフでの勝利（1勝）を挙げるが、最後はヒートの前に屈した（1勝4敗）。しかもこのシリーズでは試合中にJ・R・スミスと口論するというチームリーダーにあるまじき行為を見せた。

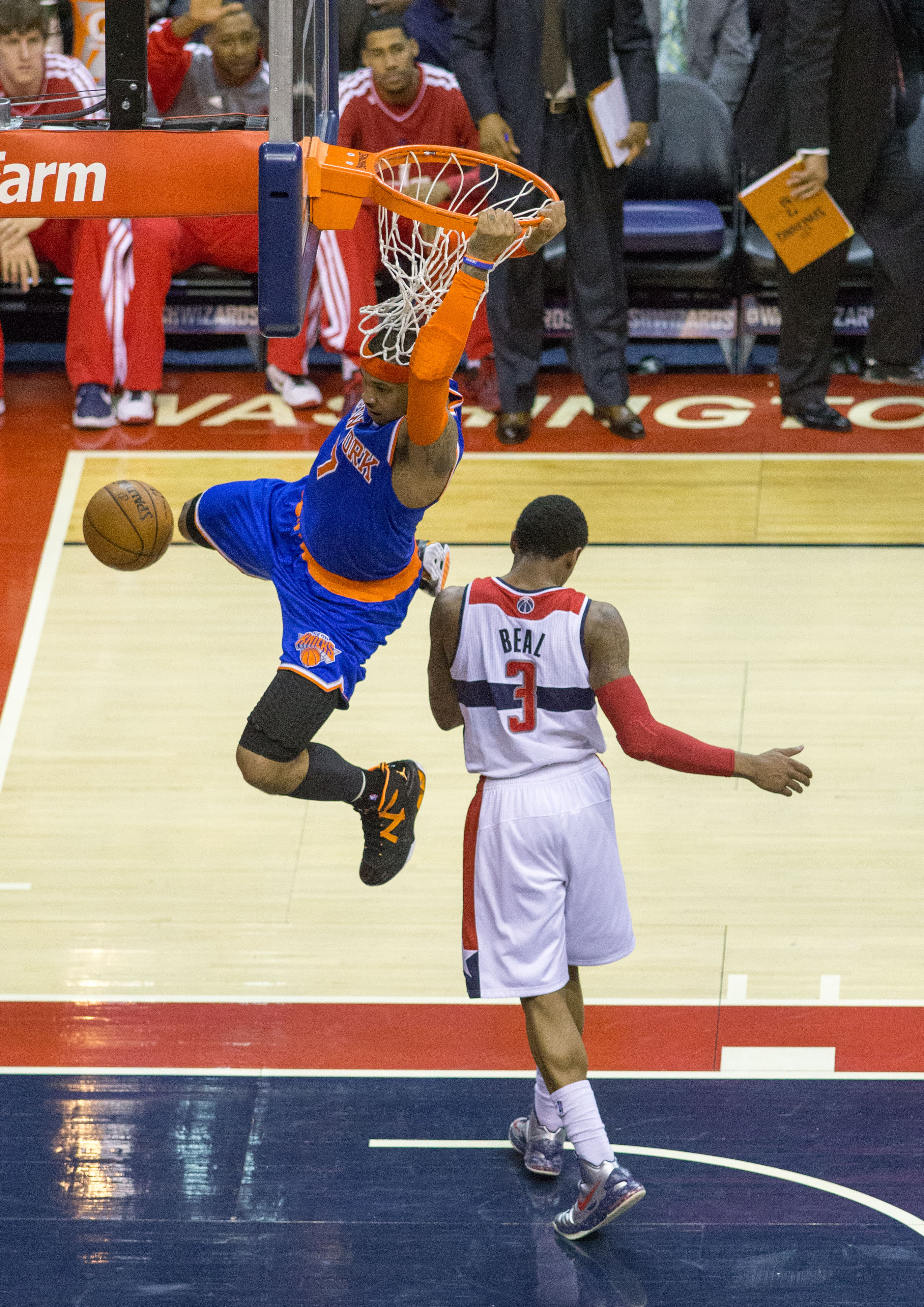
ダンクをするアンソニー（2013年）

2012-2013シーズンはアマレの離脱もあってPFとして出場。ここでカーメロ自身意識が大きく変わったのか、それとも元々PFで出ていた時には守備も頑張っていたからか、新シーズンでは守備面でも貢献するようになった。また、新加入のジェイソン・キッドの影響もあってか、それまでは自分本位にシュートを乱発することが多かったのが、味方へボールを回すことに意識を向け始めた事で、徐々にではあるがチームメイトからもカーメロのリーダーシップ向上を評価されるようになった。相変わらず自身の得点は1on1が中心とはいえロンドンオリンピックで大当りした3Pも決めており、前半戦はMVP級の活躍をして昨シーズンはブーイングを受けていたホームゲームでMVPコールを受けるほどの活躍ぶりだった。しかし相性が悪いと思われていたレイモンド・フェルトンの離脱と共にチームは停滞、本人の怪我もありニックスはだんだんと敗戦が増えていった。しかし出場した試合では相変わらずの活躍でケビン・デュラントの4年連続得点王を阻むと共に、自身初の得点王も狙える位置につけた。特に4月における活躍はずば抜けており、わずかの差とはいえデュラントとの得点王レースを制すと共にオールNBA2ndチームにも選出された。しかしチームとしては前半の好調ぶりとは一転、カーメロやスミスの1on1や3Pシュートに頼る不安定なチームになっていた。プレーオフ1回戦は2年前にスウィープされたボストン・セルティックスとのリベンジマッチとなった。セルティックスもけが人が多くて厳しい台所事情であったが、ニックスもたとえ不調であってもカーメロやスミスの1on1に頼った試合展開であった。それでも4勝2敗で99－00シーズン以来、自身2度目となる1回戦突破を果たした。しかし続くイースタン・カンファレンス・セミファイナルでインディアナ・ペイサーズと対戦。守備の固いペイサーズに苦戦を強いられ2勝4敗でシーズンを終えた。MVP投票ではレブロン・ジェームズ、ケビン・デュラントに次ぐ3位に入った。
2013-2014シーズンはアンドレア・バルニャーニの加入など話題の大型補強をしたものの、キッドらベテランが引退してしまいリーダー不在の状況で開幕を迎えた。シーズン中、リーダー不在の影響かチームはまとまりを欠いた。カーメロ自身も怪我の影響か満足な活躍ができず、1月24日のシャーロット・ボブキャッツ戦では自身初の1試合60得点以上となる62得点を記録するもチームは常に低調で、プレーオフ進出を逃してしまった。これはチームとしてはアイザイア・トーマスが球団社長を務めていた時以来の悪夢となるが、本人としてもキャリア初のプレーオフ不出場という厳しい事態となった。自身8年ぶり2度目の2000得点を達成し、平均27.4得点はケビン・デュラントに次ぐリーグ2位、8.1リバウンドは自己最高。3P成功率が初めて40%を超え、フリースロー成功率は自己最高の84.8%を記録。
2013-2014シーズン終了前、フィル・ジャクソンが球団社長に就任。ジャクソンはまずシーズン終了後にマイク・ウッドソンを解任し、ロサンゼルス・レイカーズ時代の教え子だったデレック・フィッシャーをヘッドコーチに招聘した。それでもチームの方向性に懐疑的だったカーメロは、FAとなりシカゴ・ブルズやヒューストン・ロケッツなどと交渉し、移籍の可能性を模索した。だが最終的には、新生ニックスの新たな方向性を信じ、ニックスとマックス契約に近い5年1億2400万ドルで再契約した。そして迎えた2014-2015シーズンだったが、チームはジャクソンらが新たに導入したトライアングルオフェンスの習得に戸惑い、チームワーストの16連敗も喫してしまった。そして2015年1月に入りJ・R・スミスをクリーブランド・キャバリアーズに放出するなど、チーム再編成を余儀無くされ、カーメロ自身もチームの低迷と左膝の負傷に苦しむ日々が続いた。そして地元ニューヨークで開催されたNBAオールスターゲームに出場したのを最後に、左膝の手術のためにシーズン残り全試合を欠場し、2015-16シーズンに復活を期すことになった。

### オクラホマシティ・サンダー
2017-2018シーズン前の2017年9月25日、エネス・カンター、ダグ・マクダーモット、将来のドラフト2巡目指名権とのトレードでオクラホマシティ・サンダーに移籍。これにより、サンダーにラッセル・ウェストブルック、ポール・ジョージ（インディアナ・ペイサーズからトレード加入）、カーメロのビッグスリーが結成されることとなった。
2018年1月27日のデトロイト・ピストンズ戦で史上21人目となる通算25000得点を達成した。この試合でカーメロは21得点を記録、試合はサンダーが121-108で勝利した。自身5年ぶりのプレーオフでは1回戦でユタ・ジャズと対戦し、2勝4敗で敗退した。全6試合で先発したものの平均32.3分で11.8得点と低調な成績だった。
シーズン終了後の2018年7月25日、アトランタ・ホークスとフィラデルフィア・セブンティシクサーズとの3チーム間トレードでホークスに放出され、その後解雇された。

### ヒューストン・ロケッツ

#### 2018-19シーズン
2018年8月13日、ヒューストン・ロケッツと1年240万ドルで契約した が、攻守における衰えが激しく、チームにフィット出来なかったため早々とチームを構想外となった。ロケッツでは僅か10試合の出場、平均29.4分、13.4得点、5.4リバウンドのスタッツを残した。

### ポートランド・トレイルブレイザーズ

#### 2019-20シーズン
彼がフリーエージェントとなって約1年たった2019年11月15日、ポートランド・トレイルブレイザーズと契約を結んだ。これに、互いに2003年のNBAドラフトでNBAへの切符を掴んだ盟友、元マイアミ・ヒートのドウェイン・ウェイドは、「ようやくこの時が来た！」と喜びをあらわにした。11月20日のニューオーリンズ・ペリカンズ戦でおよそ1年ぶりにNBAのコートに帰ってきた。チームは敗れたものの、アンソニーは10得点を記録した。

#### 2020-21シーズン
2020年11月、ブレイザーズと1年間の再契約をした。2021年1月1日のゴールデンステート・ウォリアーズ戦にて、当時シーズン最高の18得点を記録し、ティム・ダンカンを抜いて、NBA通算得点ランキングが14位に浮上した。2月2日のワシントン・ウィザーズ戦では21得点を記録して、ドミニク・ウィルキンスを抜いて13位に上がり、2月9日のオーランド・マジック戦にて、23得点を記録して、オスカー・ロバートソンを抜いて12位に上がった。3月19日のダラス・マーベリックス戦で、18得点を記録して、史上11人目となる通算27000得点を達成した。5月3日のアトランタ・ホークス戦にて、14得点を記録したことにより、エルヴィン・ヘイズを抜いて、得点ランキングが10位にランクインした。2020-21シーズンが終了した後、カリーム・アブドゥル・ジャバー・ソーシャル・ジャスティス・チャンピオン・アワードを受賞した。オフにFAとなった。

### ロサンゼルス・レイカーズ

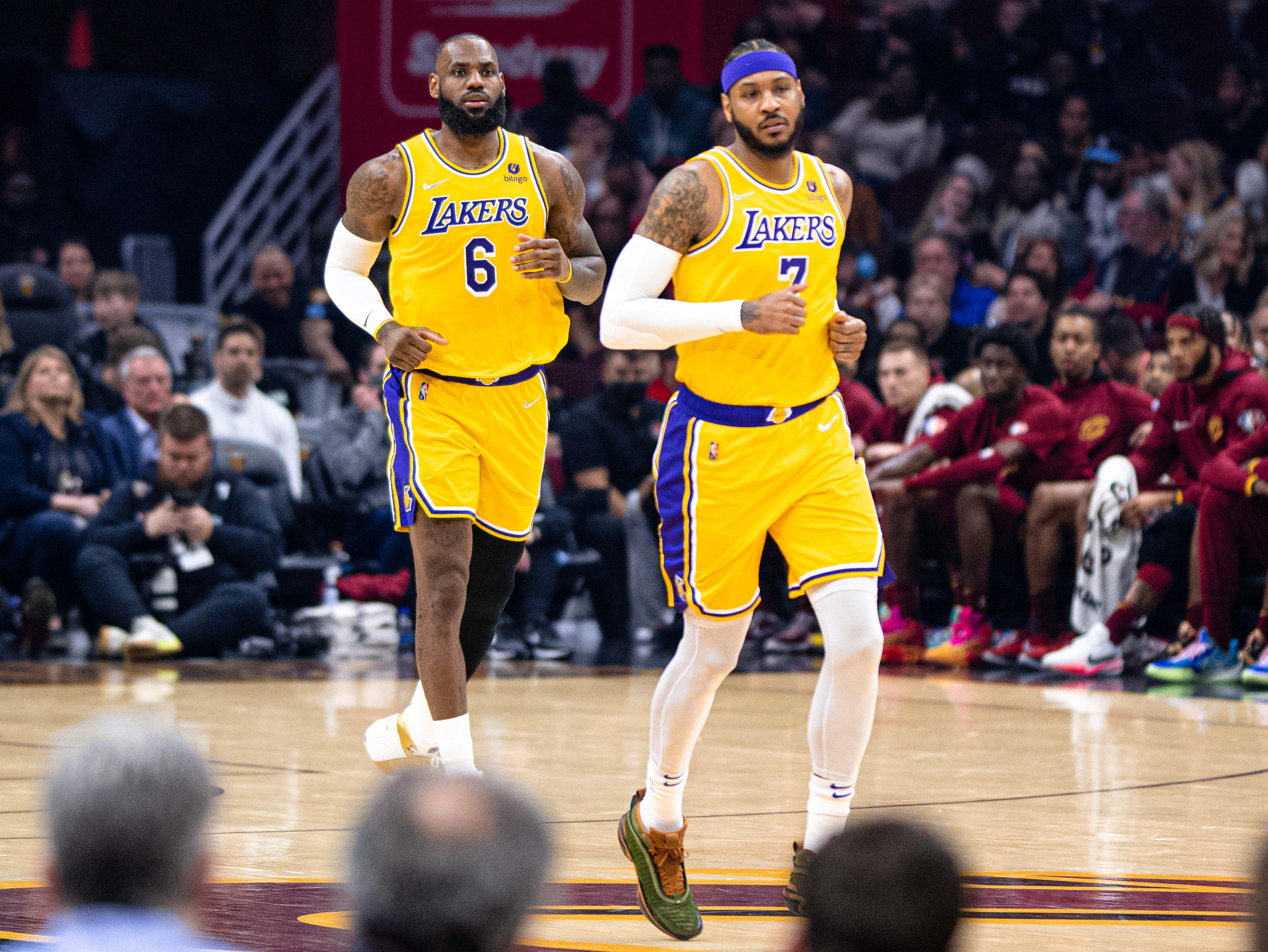
親友であるジェームズと共闘が実現した。

2021年8月6日にロサンゼルス・レイカーズとベテラン最低保障額で契約した。自身と同じ2003年でNBA入りした親友のレブロン・ジェームズとキャリア初のチームメイトとなった。
2023年5月22日に自身のTwitterにて引退を発表した。後に2021-22シーズン終了後に古巣のニックスからオファーを受けたが、自身を純粋な戦力として計算してのオファーではないと感じたことから、ニックスへの復帰を断ったと明かした。

## アメリカ代表

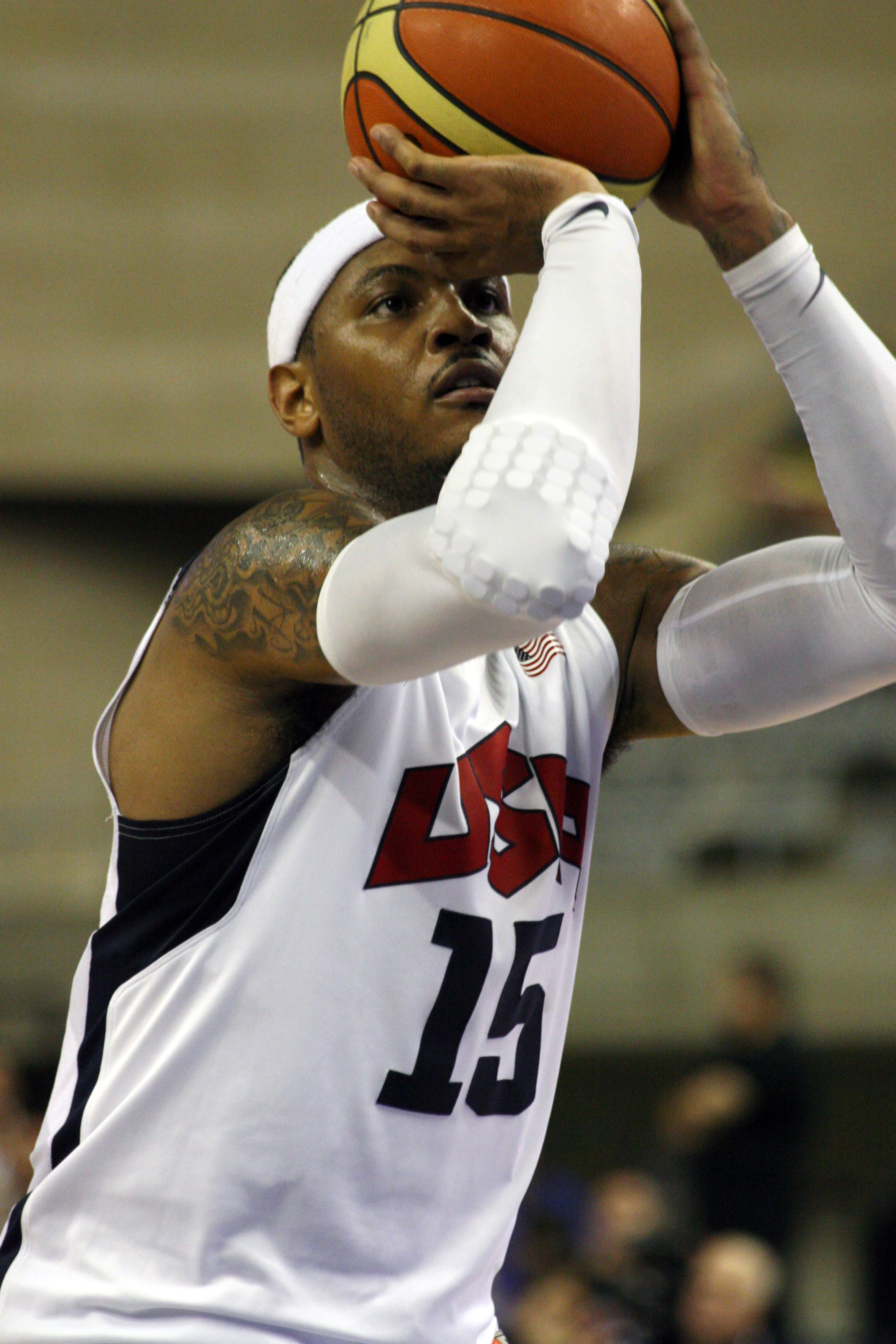
2012年ロンドンオリンピックでのアンソニー

2004年、アメリカ代表としてアテネオリンピックに出場した。アメリカ代表はオリンピックではNBA選手が出場するようになった1992年から3大会連続で金メダルを獲得していたが、3位の銅メダルに終わった。彼自身はヘッドコーチのラリー・ブラウンとの不仲が報道されて、ほとんど出場機会をもらえなかった。
2006年、日本で行われた世界選手権の代表にもなった。彼はドウェイン・ウェイド、レブロン・ジェームズらとともに、チームを引っぱったがギリシャに敗れ3位の銅メダルに終わった。なお、8月23日に行われたイタリア戦ではアメリカ代表記録となる35得点を記録した。これまでの記録は1990年のケニー・アンダーソンの34得点だった。また、大会ベスト5にも選ばれた。
2008年、北京オリンピックでもチームの主要得点源として活躍。準決勝のアルゼンチン戦ではチーム最多の21得点をあげ、フリースローは13本中13本を成功させ、アメリカ代表の1試合のフリースロー成功率と成功数の新記録を作った。決勝のスペイン代表戦では13得点をあげ、アメリカの金メダル獲得に大きく貢献した。大会期間中カーメロは11.5得点、4.3リバウンドの成績だった。
2012年、ロンドンオリンピックでは層の厚いチームでスタメンに名を連ねることはできなかった。しかしシックスマンとしてチームに貢献してベンチメンバーとしては最多得点を叩き出し、金メダルに貢献した。

## プレースタイル
アンソニーは主にスモールフォワードでプレーしているがパワーフォワードでもプレーできるフォワード選手である。クイックリリースされる3ポイントシュートや、ジャブステップで相手のディフェンダーとの距離を一瞬で離してから、ジャンプシュートを決めたり、ドリブルから豪快にダンクを決めるなど、攻撃オプションが非常に多い。1クォーターにおける得点数でNBA史上2番目に高い33得点を挙げるといった記録や、ニューヨーク・ニックスにおける1試合での個人の得点数では最高の62点を叩き出すなど、身長203cm、体重108kgの身体から繰り出される力強く素早いポストプレーは、相手チームにとって非常に脅威である。
また、クラッチシューターとしても知られており、2005-2006シーズンには第4クォーターおよびオーバータイムにおいて、5つのウィニングショットを決めている。その反面、ディフェンスに対する意識が低く、多くの批判を浴びている。数多くの受賞歴を誇るが、NBAオールディフェンシブチームに選ばれたことは一度もない。

## 個人成績

### レギュラーシーズン
| シーズン     | チーム       | GP    | GS    | MPG  | FG%  | 3P%  | FT%  | RPG | APG | SPG | BPG | PPG  |
| ------------ | ------------ | ----- | ----- | ---- | ---- | ---- | ---- | --- | --- | --- | --- | ---- |
| 2003–04      | DEN          | 82    | 82    | 36.5 | .426 | .322 | .777 | 6.1 | 2.8 | 1.2 | .5  | 21.0 |
| 2004–05      | DEN          | 75    | 75    | 34.8 | .431 | .266 | .796 | 5.7 | 2.6 | .9  | .4  | 20.8 |
| 2005–06      | DEN          | 80    | 80    | 36.8 | .481 | .243 | .808 | 4.9 | 2.7 | 1.1 | .5  | 26.5 |
| 2006–07      | DEN          | 65    | 65    | 38.2 | .476 | .268 | .808 | 6.0 | 3.8 | 1.2 | .4  | 28.9 |
| 2007–08      | DEN          | 77    | 77    | 36.4 | .492 | .354 | .786 | 7.4 | 3.4 | 1.3 | .5  | 25.7 |
| 2008–09      | DEN          | 66    | 66    | 34.5 | .443 | .371 | .793 | 6.8 | 3.4 | 1.1 | .4  | 22.8 |
| 2009–10      | DEN          | 69    | 69    | 38.2 | .458 | .316 | .830 | 6.6 | 3.2 | 1.3 | .4  | 28.2 |
| 2010–11      | DEN          | 50    | 50    | 35.5 | .452 | .333 | .823 | 7.6 | 2.8 | .9  | .6  | 25.2 |
| 2010–11      | NYK          | 27    | 27    | 36.2 | .461 | .424 | .872 | 6.7 | 3.0 | .9  | .6  | 26.3 |
| 2010-11計    | NYK          | 77    | 77    | 35.7 | .455 | .378 | .838 | 7.3 | 2.9 | .9  | .6  | 25.6 |
| 2011–12      | NYK          | 55    | 55    | 34.1 | .430 | .335 | .804 | 6.3 | 3.6 | 1.1 | .4  | 22.6 |
| 2012–13      | NYK          | 67    | 67    | 37.0 | .449 | .379 | .830 | 6.9 | 2.6 | .8  | .5  | 28.7 |
| 2013–14      | NYK          | 77    | 77    | 38.7 | .452 | .402 | .848 | 8.1 | 3.1 | 1.2 | .7  | 27.4 |
| 2014–15      | NYK          | 40    | 40    | 35.7 | .444 | .341 | .797 | 6.6 | 3.1 | 1.0 | .4  | 24.2 |
| 2015–16      | NYK          | 72    | 72    | 35.1 | .434 | .339 | .829 | 7.7 | 4.2 | .9  | .5  | 21.8 |
| 2016–17      | NYK          | 74    | 74    | 34.3 | .433 | .359 | .833 | 5.9 | 2.9 | .8  | .5  | 22.4 |
| 2017–18      | OKC          | 78    | 78    | 32.1 | .404 | .357 | .767 | 5.8 | 1.3 | .6  | .6  | 16.2 |
| 2018–19      | HOU          | 10    | 2     | 29.4 | .405 | .328 | .682 | 5.4 | .5  | .4  | .7  | 13.4 |
| 2019–20      | POR          | 58    | 58    | 32.8 | .430 | .385 | .845 | 6.3 | 1.5 | .8  | .5  | 15.4 |
| 2020–21      | POR          | 69    | 3     | 24.5 | .421 | .409 | .890 | 3.1 | 1.5 | .7  | .6  | 13.4 |
| 2021–22      | LAL          | 69    | 3     | 26.0 | .441 | .375 | .830 | 4.2 | 1.0 | .7  | .8  | 13.3 |
| 通算         | 通算         | 1,260 | 1,120 | 34.5 | .447 | .355 | .814 | 6.2 | 2.7 | 1.0 | .5  | 22.5 |
| オールスター | オールスター | 10    | 8     | 26.2 | .507 | .327 | .727 | 7.5 | 1.1 | .5  | .3  | 18.5 |

### プレーオフ
| シーズン | チーム | GP | GS | MPG  | FG%  | 3P%  | FT%  | RPG  | APG | SPG | BPG | PPG  |
| -------- | ------ | -- | -- | ---- | ---- | ---- | ---- | ---- | --- | --- | --- | ---- |
| 2004     | DEN    | 4  | 4  | 35.8 | .328 | .182 | .800 | 8.3  | 2.8 | 1.3 | .0  | 15.0 |
| 2005     | DEN    | 5  | 5  | 36.0 | .422 | .000 | .813 | 5.4  | 2.0 | .6  | .2  | 19.2 |
| 2006     | DEN    | 5  | 5  | 38.6 | .333 | .000 | .750 | 6.6  | 2.8 | .8  | .2  | 21.0 |
| 2007     | DEN    | 5  | 5  | 42.0 | .480 | .500 | .795 | 8.6  | 1.2 | 1.0 | .0  | 26.8 |
| 2008     | DEN    | 4  | 4  | 36.5 | .364 | .250 | .828 | 9.5  | 2.0 | .5  | .3  | 22.5 |
| 2009     | DEN    | 16 | 16 | 38.3 | .453 | .364 | .826 | 5.8  | 4.1 | 1.8 | .6  | 27.2 |
| 2010     | DEN    | 6  | 6  | 42.3 | .464 | .316 | .877 | 8.5  | 3.3 | 2.0 | .5  | 30.7 |
| 2011     | NYK    | 4  | 4  | 39.0 | .375 | .346 | .853 | 10.3 | 4.8 | 1.3 | .8  | 26.0 |
| 2012     | NYK    | 5  | 5  | 40.8 | .419 | .222 | .756 | 8.2  | 2.2 | 1.2 | .2  | 27.8 |
| 2013     | NYK    | 12 | 12 | 40.1 | .406 | .298 | .885 | 6.6  | 1.6 | 1.1 | .2  | 28.8 |
| 2018     | OKC    | 6  | 6  | 32.3 | .375 | .214 | .733 | 5.7  | .3  | 1.7 | .7  | 11.8 |
| 2020     | POR    | 5  | 5  | 35.2 | .412 | .421 | .857 | 5.0  | 2.0 | 1.0 | .4  | 15.2 |
| 2021     | POR    | 6  | 0  | 23.8 | .417 | .378 | .909 | 3.2  | 1.5 | .3  | .2  | 12.3 |
| 通算     | 通算   | 83 | 77 | 37.3 | .414 | .324 | .826 | 6.7  | 2.5 | 1.2 | .3  | 23.1 |

### カレッジ
| シーズン | チーム       | GP | GS | MPG  | FG%  | 3P%  | FT%  | RPG  | APG | SPG | BPG | PPG  |
| -------- | ------------ | -- | -- | ---- | ---- | ---- | ---- | ---- | --- | --- | --- | ---- |
| 2002–03  | シラキュース | 35 | 35 | 36.4 | .453 | .337 | .706 | 10.0 | 2.2 | 1.6 | .9  | 22.2 |

### 表彰・タイトル・記録
- オールNBA2ndチーム：2回（2010、2013年）
- オールNBA3rdチーム：4回（2006、2007、2009、2012年）
- 得点王：1回（2013年）
- NBAオールスターゲーム選出：10回（2007、2008、2010 - 2017年）
- NBAオールルーキー1stチーム：2004年
- ルーキーチャレンジ MVP：2005年
- 月間MVP：6回（2006年5月、2007年4月、2009年11月、2012年4月、2013年4月、2014年1月）
- en:NBA Rookie of the Month Award：6回（史上4人目）
- 異なる2球団での1万得点達成：史上3人目
- プレーオフ史上最年少ダブル・ダブル：19歳331日（2004年4月24日）
- 1試合62得点：2014年1月24日

### 背番号
- 15（2003 - 2011年、ナゲッツ時代）
- 7（2011年 - 2018年、ニックス、サンダー、ロケッツ時代）
- 00（2019年 - 、ブレイザーズ時代）

## 私生活

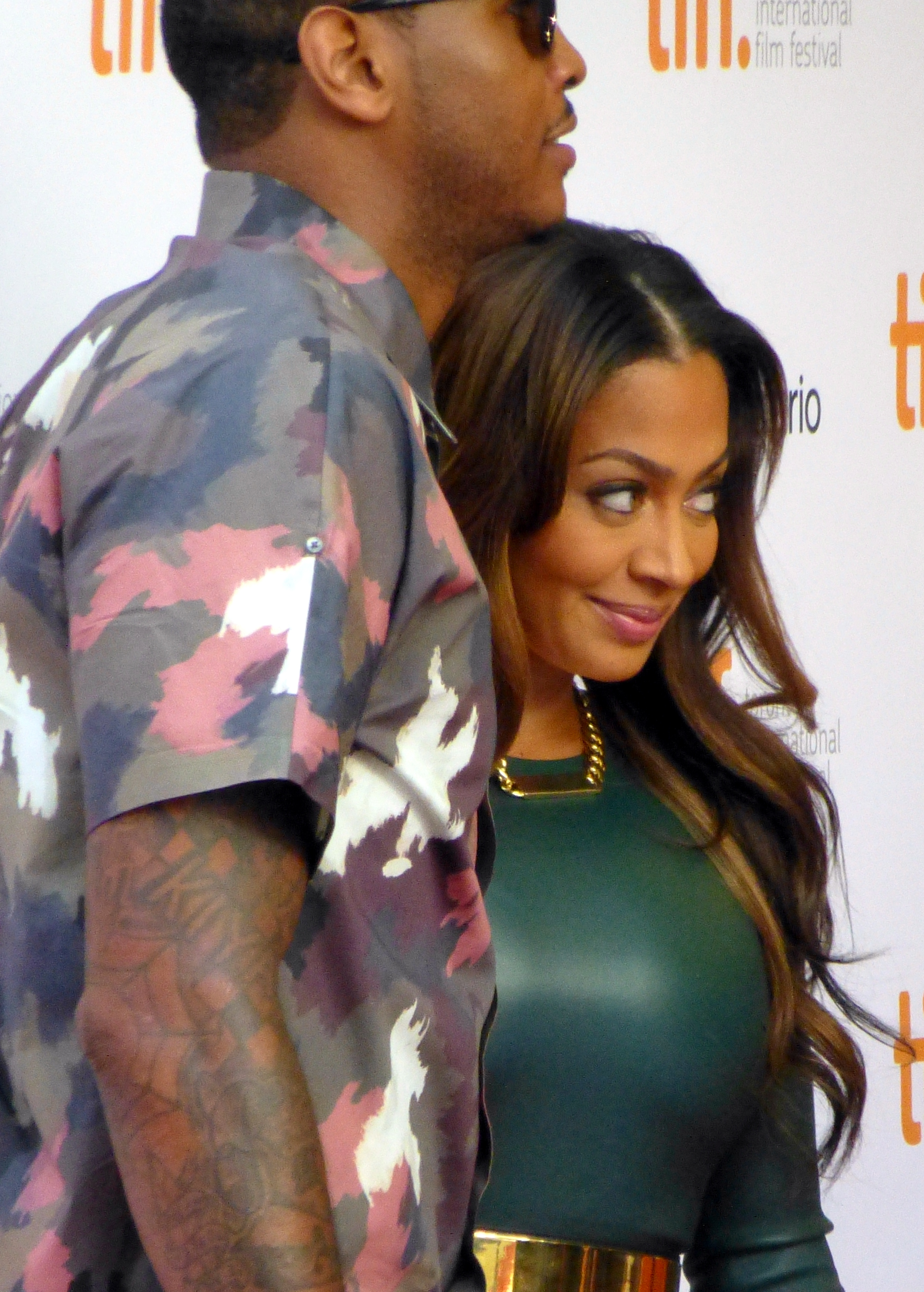
アンソニーと妻のララ

- 2004年のクリスマスにプエルトリコ系アメリカ人のDJ、ラ・ラ・バスケスと結婚。2007年3月7日には長男のカイヤン（Kiyan）が生まれた。しかし、2017年4月に離婚する計画はないが、別居していることが報じられた[37]。その後、2018年12月に2人は和解したが[38][39]、2021年6月にララは離婚を申請している[40][41]。
- 慈善活動も行っており[3][42]、特に故郷のボルティモアでは3on3のチャリティーゲーム開催や青少年センターを創設するなど、熱心な活動を展開している.[43]。

## 脚註
1. ↑  “Carmelo-Anthony” (英語).   draftexpress.com (2003年). 2021年3月1日閲覧。
2. 1 2  “Trail Blazers: Carmelo Anthony was Jordan brand’s first signature athlete” (英語). ripcityproject.com (2020年5月7日). 2021年3月1日閲覧。
3. 1 2  “NBA.com: Carmelo Anthony Bio Page”. NBA.com.   Turner Sports Interactive, Inc.. 2018年7月22日時点のオリジナルよりアーカイブ。2018年7月21日閲覧。
4. ↑  “Melo dishes on his Puerto Rican heritage”. ESPN.go.com (2012年3月). 2021年8月5日閲覧。
5. ↑  Paese, Gabrielle (2003年4月11日). “Island Takes Pride in Carmelo Anthony's Roots, Even Though Syracuse Freshman's Future Lies in the U.S.”. Puerto Rico Herald. 2011年10月30日時点のオリジナルよりアーカイブ。2021年8月5日閲覧。
6. ↑  Lopez, Aaron (2006年10月29日). “Growing up Melo: Choosing an outlet instead of a dead end”. Rocky Mountain News. 2007年10月16日時点のオリジナルよりアーカイブ。2016年1月12日閲覧。
7. ↑  “Top high school player Carmelo Anthony plans future at SU”. 2008年4月3日時点のオリジナルよりアーカイブ。2021年8月5日閲覧。
8. ↑  "JockBio: Carmelo Anthony Biography", jockbio.com, Retrieved March 20, 2010
9. ↑  "2001 All-Baltimore City/County basketball". The Baltimore Sun. March 15, 2001. Retrieved on July 8, 2008.
10. ↑  “Super-frosh scores 33; 'Cuse beats Texas in Final Four”. CNN 2010年4月28日閲覧。
11. ↑  “USA Basketball – Carmelo Anthony”. 2008年7月8日時点のオリジナルよりアーカイブ。2022年4月13日閲覧。
12. ↑  “New Building will bear NBA star Anthony's name” (2007年9月27日). 2010年4月28日閲覧。
13. ↑  “Anthony Says He'll Turn Pro”. The New York Times. (2003年4月25日) 2010年4月28日閲覧。
14. ↑  “Anthony signs five-year, $80M contract” (英語).  ESPN (2006年7月14日). 2018年4月29日閲覧。
15. ↑  “2009-10 NBA Awards Voting”.   Basketball-Reference.com. 2018年4月29日閲覧。
16. ↑  “2009-10 NBA Awards Voting”.   Basketball-Reference.com. 2018年4月29日閲覧。
17. ↑  “Carmelo Anthony took less than maximum contract from New York Knicks” (英語).   ESPN (2014年7月17日). 2018年4月29日閲覧。
18. ↑  “Anthony has season-ending knee op”.   sports.yahoo.com (2015年2月19日). 2015年2月23日閲覧。
19. ↑  Thunder Acquires All-Star Forward Carmelo Anthony
20. ↑  “サンダーが7連勝、通算2万5000得点達成のカーメロ・アンソニーは「特別な瞬間」”. NBA.com (2018年1月28日). 2024年1月27日閲覧。
21. ↑  “Three-team trade sending Carmelo Anthony to Atlanta now official” (英語).   ESPN.com (2018年7月25日). 2018年8月15日閲覧。
22. ↑  “Hawks waive Carmelo Anthony, making him a free agent” (英語).   ESPN.com (2018年7月30日). 2018年8月15日閲覧。
23. ↑  “Carmelo Anthony signs deal with Rockets” (英語).   ESPN.com (2018年8月13日). 2018年8月14日閲覧。
24. ↑  “キャリア16年目のカーメロ・アンソニーがロケッツと決別、今後の去就を模索へ”.   BASKETBALL KING (2018年11月16日). 2018年12月29日閲覧。
25. ↑  “Trail Blazers Re-Sign Carmelo Anthony”. NBA.com (2020年11月22日). 2021年1月2日閲覧。
26. ↑  “Carmelo Anthony to return to Portland Trail Blazers on 1-year deal, sources say”. ESPN.com (2020年11月21日). 2021年1月2日閲覧。
27. ↑  “Damian Lillard reaches 15,000 points, Blazers beat Warriors”. ESPN.com (2021年1月1日). 2021年1月2日閲覧。
28. ↑  “Lillard leads short-handed Blazers past Wizards, 132-121”. ESPN.com (2021年2月2日). 2021年2月10日閲覧。 “With his performance, Anthony moved into 13th place on the NBA all-time scoring list with 26,675 points, passing Dominique Wilkins (26,668 points).”
29. ↑  “Carmelo Anthony becomes 11th NBA player to score 27,000 points”. The Athletic (2021年3月19日). 2021年3月21日閲覧。
30. ↑  “Carmelo Anthony hits another NBA scoring milestone with jumper over Luka Doncic”. RSN (2021年3月20日). 2021年3月29日閲覧。
31. ↑  “Gallinari, Bogdanovic lead Hawks past Trail Blazers 123-114”. ESPN.com (2021年5月3日). 2021年5月4日閲覧。 “The 36-year-old Anthony scored 14 points to surpass Elvin Hayes for 10th place on the NBA's career scoring list with 27,318.”
32. ↑  “Carmelo Anthony named Kareem Abdul-Jabbar Social Justice Champion”. NBA.com (2021年6月29日). 2021年6月30日閲覧。
33. ↑  “Lakers Sign Carmelo Anthony”. NBA.com/Lakers (2021年8月6日). 2021年8月7日閲覧。
34. ↑  “カーメロが2022年に古巣ニックスのオファーを断った理由を告白「いつ出場するか、しないかが分からない状態は経験したくない」”.   ダンクシュート (2024年8月28日). 2024年8月28日閲覧。
35. ↑  Thompson, David (2008年12月10日). “Melo ties NBA record with 33 in one quarter”. NBC.  NBC Sports. 2008年12月11日時点のオリジナルよりアーカイブ。2021年3月1日閲覧。
36. ↑  In defense of Carmelo Anthony's "defense"...
37. ↑  Carmelo Anthony Separates From La La
38. ↑  “Carmelo and La La Anthony Separated (PHOTO)”. TMZ. (2017年4月17日) 2017年4月18日閲覧。
39. ↑  “La La and Carmelo Anthony Are Officially Back Together!”. Us Weekly (2018年12月19日). 2019年4月23日閲覧。
40. ↑  Uwumarogie, Victoria (2021年6月17日). “It's Really Over: La La Anthony Reportedly Files For Divorce From Carmelo Anthony After 11 Years Of Marriage”. Essence. 2021年6月18日閲覧。
41. ↑  Report: La La Anthony Files for Divorce From Carmelo Anthony Sports Illustrated, NICK SELBE, June 17, 2021
42. ↑  CBS (2006年12月23日). “It's 'A Very Melo Christmas' In Baltimore”. CBS. 2007年9月27日時点のオリジナルよりアーカイブ。2021年8月5日閲覧。
43. ↑  “The Pulse of Entertainment”. Baltimore Times (2007年6月22日). 2007年7月20日時点のオリジナルよりアーカイブ。2021年8月5日閲覧。